# Malbaza
Malbaza este o comună rurală din departamentul Birni N'Konni, regiunea Tahoua, Niger, cu o populație de 74.076 de locuitori (2001).